# Llista de canals de televisió en català
S'entén per televisió aquella que emet en els mètodes tradicionals com l'antena, el cable o el satèl·lit, o bé, aquella que emet per internet alguna mena de contingut regular amb una marca pròpia. Es considera que una televisió emet en català en el cas que emeti com a mínim un 95% del seu temps d'emissió o més en llengua catalana. La classificació feta segueix els criteris següents:
- Canals nacionals: Canals de vocació general o temàtica que emeten en una àrea de cobertura superior als 10.000 km² o per a un públic potencial superior a 1 milió de persones.
- Canals per internet: Canals que emeten la seva programació per internet i no tenen una àrea de cobertura específica.
- Canals locals: Canals de vocació local que emeten en una àrea de cobertura inferior als 10.000 km² o per a un públic potencial inferior a 1 milió de persones. Aquest apartat es divideix en diferents subapartats basats en criteris geogràfics i no polítics o administratius.
- Canals parcialment en català: Canals que no emeten tota la programació en català. Això significa que emeten menys d'un 95% de la seva emissió en llengua catalana
- Canals desapareguts: Canals que han cessat les seves emissions (els canals que emeten per internet es consideren desapareguts si fa més d'un any que no pengen cap vídeo).

A més a més, en aquesta llista s'hi inclouen:
- Plataformes de canals locals: Les plataformes de canals locals són aquells productors de contingut audiovisual pels diferents canals locals.

- Plataformes de streaming i vídeos sota demanda, canals que no necessàriament emeten programació, però tenen contingut penjat al seu web.

## Canals nacionals
| Andorra           | Andorra                        | Andorra     | Andorra              | Andorra                    | Andorra                                  | Andorra                                                             |
| Nom               | Propietari                     | Programació | Senyal               | Cobertura                  | Directe                                  | Web                                                                 |
| ----------------- | ------------------------------ | ----------- | -------------------- | -------------------------- | ---------------------------------------- | ------------------------------------------------------------------- |
| Andorra Televisió | Ràdio i Televisió d'Andorra    | General     | DVB-T/C/S/IPI WTV TM | Andorra                    | Sí                                       | https://www.andorradifusio.ad/                                      |
| Catalunya         |                                |             |                      |                            |                                          |                                                                     |
| Nom               | Propietari                     | Programació | Senyal               | Cobertura                  | Directe                                  | Web                                                                 |
| TV3               | Televisió de Catalunya         | General     | DVB-T/C/S/IPI WTV    | Catalunya i Andorra        | Sí                                       | https://www.ccma.cat/tv3/                                           |
| 3/24              | Televisió de Catalunya         | Notícies    | DVB-T/C/S WTV        | Catalunya, Illes i Andorra | Sí                                       | https://www.ccma.cat/324/                                           |
| SX3               | Televisió de Catalunya         | Infantil    | DVB-T/C/S WTV        | Catalunya, Illes i Andorra | Sí                                       | https://www.ccma.cat/tv3/sx3/                                       |
| El 33             | Televisió de Catalunya         | Cultural    | DVB-T/C/S/IPI WTV    | Catalunya, Illes i Andorra | Sí                                       | https://www.ccma.cat/3cat/cultura/                                  |
| Esport 3          | Televisió de Catalunya         | Esports     | DVB-T/C/S WTV        | Catalunya i Andorra        | Sí                                       | https://www.ccma.cat/esport3/                                       |
| TV3CAT            | Televisió de Catalunya         | General     | DVB-T/C/S/IPI WTV TM | Món (excepte Catalunya)    | Sí Arxivat 29-12-2014 a Wayback Machine. | http://www.tv3.cat/canal/tv3cat Arxivat 7-2-2012 a Wayback Machine. |
| Illes Balears     |                                |             |                      |                            |                                          |                                                                     |
| Nom               | Propietari                     | Programació | Senyal               | Cobertura                  | Directe                                  | Web                                                                 |
| IB3               | Televisió de les Illes Balears | General     | DVB-T/C/S/IPI WTV    | Illes, Catalunya           | Sí                                       | https://ib3.org/televisio                                           |
| IB3 HD            | Televisió de les Illes Balears | General     | DVB-T/C/S            | Illes                      | No                                       |                                                                     |
| IB3 Global        | Televisió de les Illes Balears | General     | DVB-T/C/S/IPI WTV    | Catalunya                  | Sí Arxivat 2012-03-30 a Wayback Machine. | https://ib3.org/                                                    |
| País Valencià     |                                |             |                      |                            |                                          |                                                                     |
| Nom               | Propietari                     | Programació | Senyal               | Cobertura                  | Directe                                  | Web                                                                 |
| À Punt            | À Punt Mèdia                   | General     | DVB-T/C/S/IPI WTV    | País Valencià              | Sí                                       | https://www.apuntmedia.es/                                          |
| À Punt HD         | À Punt Mèdia                   | General     | DVB-T/C/S/IPI WTV    | País Valencià              | No                                       | https://www.apuntmedia.es/                                          |

## Canals per internet
| Nom               | Propietari             | Programació       | Senyal | Cobertura       | Directe | Web                                                      |
| ----------------- | ---------------------- | ----------------- | ------ | --------------- | ------- | -------------------------------------------------------- |
| Bon Dia TV        | Televisió de Catalunya | General           | WTV    | Països Catalans | Sí      | https://www.bondiatv.org/                                |
| Plats Bruts       | 3CAT                   | Comèdia           | WTV    | Països Catalans | Sí      | https://www.3cat.cat/3cat/directes/fc1/                  |
| Joc de cartes     | 3CAT                   | Concurs televisiu | WTV    | Països Catalans | Sí      | https://www.3cat.cat/3cat/directes/fc2/                  |
| Càmeres del temps | 3CAT                   | Meteorologia      | WTV    | Països Catalans | Sí      | https://www.3cat.cat/3cat/directes/beauties/             |
| Canal Parlament   |                        | Política          | WTV    | Països Catalans | Sí      | https://www.parlament.cat/web/canal-parlament/index.html |
| Meteocat TV       |                        | Meteorologia      | WTV    | Països Catalans | No      | http://www.youtube.com/meteocattv                        |
| Ràdio Gramola     |                        | Musical           | WTV    | Països Catalans | No      | http://www.albertjuhe.com/radio-gramola                  |
| Sies TV           |                        | Cultural          | WTV    | Països Catalans | No      | http://www.sies.tv/                                      |
| UABmèdia          |                        | General           | WTV    | Països Catalans | Sí      | https://uab.media/                                       |
| UB TV             |                        | Divulgació        | WTV    | Països Catalans | No      | http://www.ub.cat/ubtv/                                  |
| UPC TV            |                        | Divulgació        | WTV    | Països Catalans | No      | http://tv.upc.edu/                                       |
| VilaWeb TV        |                        | General           | WTV    | Països Catalans | No      | http://www.vilaweb.tv/                                   |

## Canals locals

### L'Alguer
| Nom        | Programació | Senyal        | Cobertura | Directe | Web                        |
| ---------- | ----------- | ------------- | --------- | ------- | -------------------------- |
| Catalan TV | Local       | DVB-T: 38 UHF | L'Alguer  | No      | http://www.catalantv.it/   |
| Alguer TV  | Local       | DVB-T: 24 UHF | L'Alguer  | No      | https://www.alguer.it/cat/ |

### Barcelonès
| Nom                       | Programació | Senyal        | Cobertura  | Directe | Web                                 |
| ------------------------- | ----------- | ------------- | ---------- | ------- | ----------------------------------- |
| Betevé                    | Local       | DVB-T: 26 UHF | Barcelonès | Sí      | https://beteve.cat/                 |
| Televisió de Badalona     | Local       | DVB-T: 26 UHF | Barcelonès | Sí      | https://www.bdncom.cat/             |
| Televisió de l'Hospitalet | Local       | DVB-T: 26 UHF | Barcelonès | Sí      | https://lhdigital.cat/televisio-lh/ |
| Sants TV                  | Local       | WTV           | Sants      | No      | http://www.sants.tv/                |
| MouTV                     | Local       | Internet      | TMB        | No      | https://noticies.tmb.cat/moutv      |

### Baix Llobregat
| Nom                   | Programació | Senyal        | Cobertura               | Directe | Web                                   |
| --------------------- | ----------- | ------------- | ----------------------- | ------- | ------------------------------------- |
| ETV                   | Local       | DVB-T: 36 UHF | Baix Llobregat          | Sí      | http://www.etv.cat/                   |
| Gavà TV               | Local       | WTV           | Baix Llobregat          | No      | http://www.gavatv.cat/                |
| El Prat TV            | Local       | WTV           | El Prat de Llobregat    | No      | https://www.elprat.digital/tv/        |
| Sant Andreu Televisió | Local       | WTV           | Sant Andreu de la Barca | No      | http://www.santandreutv.com/noticies/ |
| Teleolesa             | Local       | WTV           | Olesa de Montserrat     | Sí      | https://www.teleolesa.com             |
| Martorell TV          | Local       | WTV           | Martorell               | No      | http://www.mtv.cat                    |

### Maresme
| Nom               | Programació | Senyal        | Cobertura      | Directe | Web                                                                            |
| ----------------- | ----------- | ------------- | -------------- | ------- | ------------------------------------------------------------------------------ |
| Mataró Televisió  | Comarcal    | DVB-T: 24 UHF | Maresme        | Sí      | https://www.tvmataro.cat/                                                      |
| MarTV             | Comarcal    | DVB-T: 24 UHF | Maresme        | Sí      | http://www.martv.tv                                                            |
| Calella Televisió | Local       | WTV           | Calella        | No      | https://www.radiocalellatv.cat/videos/                                         |
| AmunTV            | Local       | WTV           | Arenys de Munt | No      | https://www.radioarenysmunt.cat/amuntv/# Arxivat 2024-02-05 a Wayback Machine. |

### Vallès
| Nom                       | Programació | Senyal        | Cobertura                | Directe | Web                             |
| ------------------------- | ----------- | ------------- | ------------------------ | ------- | ------------------------------- |
| Canal Terrassa Vallès     | Local       | DVB-T: 45 UHF | Vallès Occidental        | Sí      | https://terrassadigital.cat/tv/ |
| MolahitsTV                | Local       | DVB-T: 39 UHF | Vallès Occidental        | Sí      | http://www.molatv.cat/          |
| Televisió Sant Cugat      | Local       | DVB-T: 39 UHF | Vallès Occidental        | Sí      | http://www.tvsantcugat.cat/     |
| Vallès Oriental Televisió | Local       | DVB-T: 40 UHF | Vallès Oriental          | Sí      | http://www.votv.cat/            |
| Vallès Visió              | Local       | DVB-T: 40 UHF | Vallès Oriental          | Sí      | http://www.vallesvisio.cat/     |
| TV Sabadell · Vallès      | Local       | DVB-T: 45 UHF | Vallès Occidental        | Sí      | https://tvsabadell-valles.cat/  |
| Ràdio Televisió Cardedeu  | Local       | DVB-T: 38 UHF | Cardedeu                 | Sí      | http://www.rtvc.cat/            |
| Canal SET                 | Local       | WTV           | Santa Eulàlia de Ronçana | Sí      | https://canalset.cat/           |
| Cugat TV                  | Local       | WTV           | Sant Cugat del Vallès    | Sí      | https://www.cugat.cat/tv        |

### Camp de Tarragona
| Nom                    | Programació | Senyal        | Cobertura                               | Directe | Web                         |
| ---------------------- | ----------- | ------------- | --------------------------------------- | ------- | --------------------------- |
| TAC 12                 | Local       | DVB-T: 39 UHF | Alt Camp, Conca de Barberà i Tarragonès | Sí      | https://www.tac12.tv/       |
| Terramar Tarragona     | Local       | DVB-T: 39 UHF | Alt Camp, Conca de Barberà i Tarragonès | No      | https://etv.cat/            |
| Canal Reus TV          | Local       | DVB-T: 32 UHF | Baix Camp i Priorat                     | Sí      | http://www.canalreustv.cat/ |
| Televisió de Vandellòs | Local       | DVB-T: 21 UHF | Vandellòs i l'Hospitalet de l'Infant    | Sí      | https://tvvandellos.cat/    |
| Canal Camp             | Local       | WTV           | La Selva del Camp                       | No      | https://www.canalcamp.cat/  |

### Catalunya Central
| Nom                             | Programació | Senyal        | Cobertura                  | Directe | Web                                                             |
| ------------------------------- | ----------- | ------------- | -------------------------- | ------- | --------------------------------------------------------------- |
| Canal Taronja Catalunya Central | Local       | DVB-T: 48 UHF | Bages, Berguedà i Solsonès | Sí      | https://www.canaltaronja.cat/central/                           |
| TV Berguedà                     | Local       | DVB-T: 48 UHF | Bages, Berguedà i Solsonès | Sí      | https://tvbergueda.cat/                                         |
| Bagà TV                         | Local       | DVB-C         | Bagà                       | No      |                                                                 |
| Televisió de Solsona            | Local       | DVB-C: 21 UHF | Solsona                    | No      | http://www.22cabletv.com/ Arxivat 2014-04-19 a Wayback Machine. |
| Canal Taronja Anoia             | Local       | DVB-T: 37 UHF | Anoia                      | Sí      | https://www.canaltaronja.cat/anoia/                             |
| Piera TV                        | Local       | WTV           | Piera                      | Sí      | http://www.viladepiera.cat/ptv                                  |
| Canal Taronja Osona, Moianès    | Local       | DVB-T: 50 UHF | Osona i Moianès            | Sí      | https://www.canaltaronja.cat/osona/                             |
| El 9 TV                         | Local       | DVB-T: 25 UHF | Osona                      | Sí      | https://el9nou.cat/el9tv/                                       |
| Montserrat TV                   | Local       | WTV           | Montserrat                 | Sí      | https://abadiamontserrat.cat/montserrat-tv/                     |
| TV Artés                        | Local       | WTV           | Artés                      | No      | https://tvartes.cat/                                            |

### Comarques Gironines
| Nom                    | Programació | Senyal        | Cobertura                 | Directe | Web                                           |
| ---------------------- | ----------- | ------------- | ------------------------- | ------- | --------------------------------------------- |
| Canal 10 Empordà       | Local       | DVB-T: 48 UHF | Alt Empordà               | Sí      | http://www.canal10.cat/                       |
| Empordà TV             | Local       | DVB-T: 48 UHF | Alt Empordà               | Sí      | https://www.empordadigital.cat/               |
| TV La Selva            | Local       | DVB-T: 46 UHF | La Selva                  | No      | https://www.tvlaselva.cat/                    |
| Televisió Costa Brava  | Local       | DVB-T: 25 UHF | Baix Empordà              | Sí      | https://www.tvcostabrava.com/                 |
| TV Palamós             | Local       | WTV           | Palamós                   | No      | https://palamosdigital.com/tvpalamos/         |
| Tramuntana.TV          | Local       | WTV           | Alt Empordà               | No      | https://www.tramuntanatv.com/                 |
| Televisió del Ripollès | Local       | DVB-T: 21 UHF | Garrotxa i Ripollès       | Sí      | https://corisacat.cat/televisio-del-ripolles/ |
| Olot Televisió         | Local       | DVB-T: 21 UHF | Garrotxa i Ripollès       | Sí      | https://www.olot.tv/                          |
| Banyoles Televisió     | Local       | DVB-T: 39 UHF | Gironès i Pla de l'Estany | Sí      | https://www.banyolestv.cat/                   |
| Televisió de Girona    | Local       | DVB-T: 39 UHF | Gironès i Pla de l'Estany | Sí      | https://tvgirona.com/                         |
| La Selva TV            | Local       | WTV           | La Selva                  | No      | https://laselvatv.cat/                        |

### Penedès
| Nom               | Programació | Senyal        | Cobertura | Directe | Web                                      |
| ----------------- | ----------- | ------------- | --------- | ------- | ---------------------------------------- |
| Canal Blau        | Local       | DVB-T: 30 UHF | Penedès   | Sí      | https://canalblau.tv/                    |
| Penedès Televisió | Local       | DVB-T: 30 UHF | Penedès   | Sí      | http://www.rtvvilafranca.cat/            |
| Terramar Penedès  | Local       | DVB-T: 30 UHF | Penedès   | No      | https://etv.cat/                         |
| TV El Vendrell    | Local       | DVB-T: 30 UHF | Penedès   | Sí      | https://www.rtvelvendrell.cat/televisio/ |
| Gelida TV         | Local       | DVB-C: 24 UHF | Gelida    | No      | http://www.gelida.com/gtv.htm            |

### Pirineu
| Nom         | Programació | Senyal             | Cobertura             | Directe | Web                                                         |
| ----------- | ----------- | ------------------ | --------------------- | ------- | ----------------------------------------------------------- |
| Pirineus TV | Local       | DVB-T: 33 i 34 UHF | Alt Pirineu i Andorra | Sí      | http://www.pirineustv.cat/                                  |
| Tot TV      | Local       | DVB-T: 33 UHF      | Alt Pirineu           | No      | http://www.tottv.cat/ Arxivat 2009-09-10 a Wayback Machine. |
| Lòria TV    | Local       | DVB-C/WTV          | Lòria                 | Sí      | http://www.loriatv.com/                                     |

### Terres de l'Ebre
| Nom                  | Programació | Senyal        | Cobertura        | Directe | Web                                                        |
| -------------------- | ----------- | ------------- | ---------------- | ------- | ---------------------------------------------------------- |
| Canal 21             | Local       | DVB-T: 34 UHF | Terres de l'Ebre | Sí      | https://www.canal21ebre.com/                               |
| Canal TE             | Local       | DVB-T: 34 UHF | Terres de l'Ebre | Sí      | http://www.canalte.cat/                                    |
| Canal TE 24          | Local       | DVB-T: 34 UHF | Terres de l'Ebre | Sí      | https://canalte24.cat/                                     |
| Vídeo Ascó Televisió | Local       | DVB-C: 61 UHF | Ascó             | No      | http://www.asco.cat/ Arxivat 2011-12-06 a Wayback Machine. |

### Terres de Ponent
| Nom                  | Programació | Senyal                 | Cobertura                              | Directe | Web                                                         |
| -------------------- | ----------- | ---------------------- | -------------------------------------- | ------- | ----------------------------------------------------------- |
| Lleida TV            | Local       | DVB-T: 27, 24 i 41 UHF | Segrià, Terres de Ponent i Vall d'Aran | Sí      | https://ott.lleidatv.cat/                                   |
| Lleida TV 2          | Local       | WTV                    | Terres de Ponent                       | Sí      | https://ott.lleidatv.cat/ca/pl/61                           |
| Tot TV               | Local       | DVB-T: 27 UHF          | Segrià                                 | No      | http://www.tottv.cat/ Arxivat 2009-09-10 a Wayback Machine. |
| Balaguer Televisió   | Local       | WTV                    | Balaguer                               | Sí      | https://www.balaguer.tv/                                    |
| Mollerussa Televisió | Local       | WTV                    | Mollerussa                             | Sí      | https://www.mollerussa.tv/                                  |
| Tàrrega Televisió    | Local       | WTV                    | Tarrega                                | Sí      | https://www.tarrega.tv/                                     |
| Les BorgesTV         | Local       | WTV                    | Les Borges Blanques i Garrigues        | Sí      | https://lesborgestv.cat/                                    |

### Mallorca
| Nom          | Programació | Senyal | Cobertura   | Directe | Web                      |
| ------------ | ----------- | ------ | ----------- | ------- | ------------------------ |
| TV Serverina | Local       | WTV    | Son Servera | Sí      | https://tvserverina.com/ |

### Illes Pitiüses
| Nom                              | Programació | Senyal        | Cobertura | Directe | Web                   |
| -------------------------------- | ----------- | ------------- | --------- | ------- | --------------------- |
| Televisió d'Eivissa i Formentera | Local       | DVB-T: 38 UHF | Pitiüses  | Sí      | http://www.teftv.com/ |

### Alacant
| Nom                | Programació | Senyal        | Cobertura      | Directe | Web                         |
| ------------------ | ----------- | ------------- | -------------- | ------- | --------------------------- |
| Televisió Comarcal | Local       | DVB-T: 47 UHF | Dénia          | No      | https://comarcal.tv/        |
| tvA                | Local       | DVB-T: 48 UHF | Alcoià, Comtat | Sí      | https://www.tv-a.es/        |
| Une Vinalopó       | Local       | DVB-T: 30 UHF | Vinalopó       | Sí      | https://www.unevinalopo.es/ |

### Castelló
| Nom                   | Programació | Senyal             | Cobertura                     | Directe | Web                        |
| --------------------- | ----------- | ------------------ | ----------------------------- | ------- | -------------------------- |
| Canal 56              | Local       | DVB-T: 44 UHF      | Maestrat                      | Sí      | https://canal56.com/       |
| Nord                  | Local       | DVB-T: 37 UHF      | Els Ports                     | No      | https://comarquesnord.cat/ |
| Televisió de Castelló | Local       | DVB-T: 43 i 37 UHF | Castelló de la Plana, Morella | Sí      | https://www.tvcs.tv/       |

### València
| Nom                                               | Programació | Senyal                 | Cobertura                            | Directe | Web                        |
| ------------------------------------------------- | ----------- | ---------------------- | ------------------------------------ | ------- | -------------------------- |
| Berca TV                                          | Local       | WTV                    | Algemesí                             | No      | http://berca.net/          |
| Sueca TV                                          | Local       | WTV                    | Sueca                                | No      | https://suecatv.com/       |
| Tele Safor                                        | Local       | DVB-T: 26 UHF          | Safor                                | Sí      | https://telesafor.com/     |
| Grup Televisió (Ribera TV, Horta TV, València TV) | Local       | DVB-T: 44, 27 i 37 UHF | Horta de València, Ribera del Xúquer | Sí      | https://gruptelevisio.com/ |

## Canals parcialment en català
En aquesta llista hi ha els canals que emeten menys del 95% del seu temps en llengua catalana.
| Canal que emet menys d'un 20% de la seva programació                                                | Canal que emet menys d'un 20% de la seva programació | Canal que emet menys d'un 20% de la seva programació      | Canal que emet menys d'un 20% de la seva programació | Canal que emet menys d'un 20% de la seva programació |
| Nom                                                                                                 | Programació                                          | Cobertura                                                 | Senyal                                               | Web                                                  |
| --------------------------------------------------------------------------------------------------- | ---------------------------------------------------- | --------------------------------------------------------- | ---------------------------------------------------- | ---------------------------------------------------- |
| France 3                                                                                            | General                                              | Països Catalans i Europa                                  | DVB-T/S                                              | http://www.france3.fr/                               |
| Canal 24 Horas                                                                                      | Informatiu                                           | Catalunya                                                 | DVB-T                                                | http://www.rtve.es/                                  |
| Fibwi Televisió                                                                                     | General                                              | Illes Balears                                             | DVB-T                                                | https://fibwi.live/ca/tv                             |
| La 1                                                                                                | General                                              | Catalunya                                                 | DVB-T                                                | http://www.rtve.es/                                  |
| La 2                                                                                                | Cultural                                             | Catalunya                                                 | DVB-T                                                | http://www.rtve.es/                                  |
| Canal 4                                                                                             | General                                              | Barcelonès, Mallorca, Vallès Occidental i Vallès Oriental | DVB-T                                                | https://www.grup4.com/                               |
| Canal que emet entre un 20% i un 50% de la seva programació                                         |                                                      |                                                           |                                                      |                                                      |
| Nom                                                                                                 | Programació                                          | Cobertura                                                 | Senyal                                               | Web                                                  |
| Actualment, no existeix cap canal que emeti entre el 20% i el 50% de la seva programació en català. |                                                      |                                                           |                                                      |                                                      |
| Canal que emet entre un 50% i un 95% de la seva programació                                         |                                                      |                                                           |                                                      |                                                      |
| Nom                                                                                                 | Programació                                          | Cobertura                                                 | Senyal                                               | Web                                                  |
| Actualment, no existeix cap canal que emeti entre el 50% i el 95% de la seva programació en català. |                                                      |                                                           |                                                      |                                                      |

## Altres

### Plataformes de canals locals
| Nom      | Propietari                        | Programació | Cobertura       | Web                       |
| -------- | --------------------------------- | ----------- | --------------- | ------------------------- |
| La Xarxa | Xarxa Audiovisual Local           | General     | Països Catalans | http://www.laxarxa.cat/   |
| TDI      | Televisions Digitals Independents | General     | Països Catalans | http://www.tditv.cat/web/ |

### Plataformes de streaming i vídeos sota demanda
| Nom              | Propietari                   | Programació   | Senyal | Cobertura           | Directe | Web                                     |
| ---------------- | ---------------------------- | ------------- | ------ | ------------------- | ------- | --------------------------------------- |
| 3Cat             | Televisió de Catalunya       | General       | WTV    | Països Catalans     | Sí      | https://www.ccma.cat/3cat/              |
| Barça One        | Futbol Club Barcelona        | Esports       | WTV    | Món                 | Sí      | https://barcatvplus.fcbarcelona.com/ca/ |
| FCF TV           | Federació Catalana de Futbol | Esports       | WTV    | Catalunya i Andorra | Sí      | https://www.fcf.tv/                     |
| Film in Hospital | Pack Màgic                   | Infantil      | WTV    | Món                 | No      | https://filminhospital.packmagic.cat/   |
| FilminCAT        | Comunidad Filmin SL          | Entreteniment | WTV    | Món                 | No      | https://www.filmin.cat                  |
| La Xarxa+        | Xarxa Audiovisual Local      | General       | WTV    | Catalunya i Andorra | Sí      | https://laxarxames.cat/home             |
| Nextus           | Docs Barcelona               | Educatiu      | WTV    | Món                 | No      | https://nextus.global/ca                |